# Il Bagaglino

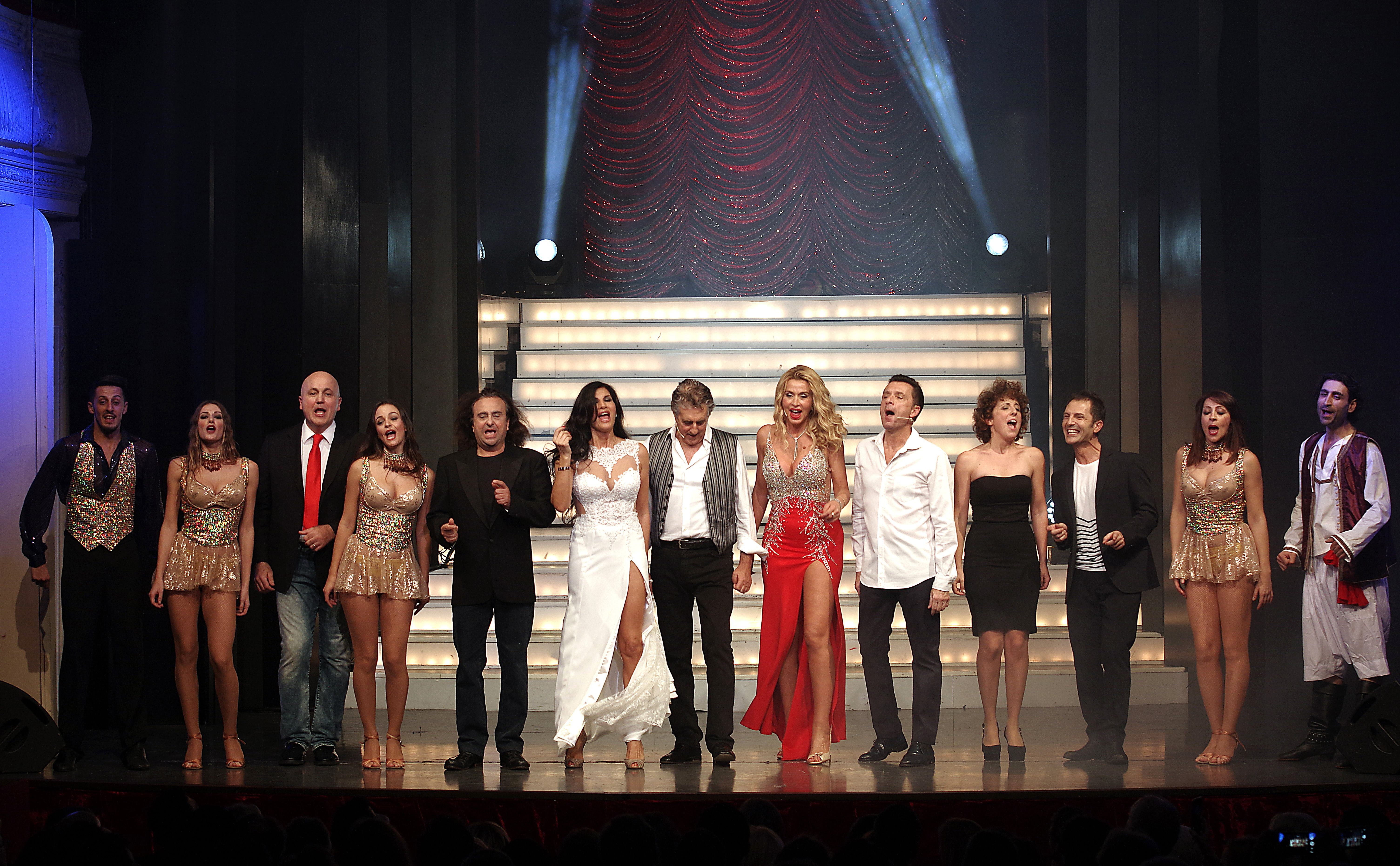
Compagnia del Bagaglino in Magnàmose tutto nel 2016.

Il Bagaglino è una compagnia di varietà fondata a Roma nel settembre del 1965 da Pier Francesco Pingitore e Mario Castellacci. Dopo una pausa cominciata nel 2011, è tornata in scena nel dicembre 2014.

## Storia

### Le origini
Nel settembre del 1965 Mario Castellacci, giornalista del Giornale Radio Rai, e Pier Francesco Pingitore, caporedattore del settimanale «Lo Specchio», diedero vita alla compagnia teatrale.
Parteciparono alla fondazione i giornalisti Luciano Cirri (redattore capo del «Borghese»), Gianfranco Finaldi e Piero Palumbo, Enrico de Boccard, giornalisti dello «Specchio»; inoltre presero parte anche Raffaello Della Bona del «Secolo d'Italia» e il musicista Dimitri Gribanovski. Il primo presidente fu Cirri.

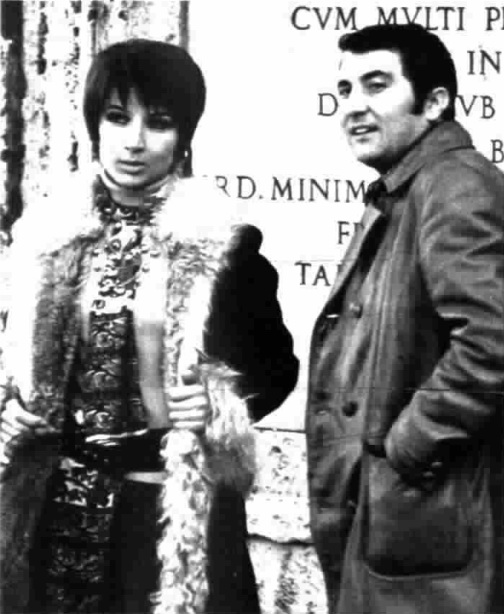
Claudia Caminito e Pino Caruso

Nata in un teatro-cantina di vicolo della Campanella 2 (vicino a piazza Navona), la compagnia si chiamò inizialmente "Il Bragaglino", in onore di Anton Giulio Bragaglia, ma un'ingiunzione degli eredi di Bragaglia impose il cambio di nome. Il primo spettacolo messo in scena, il 23 novembre 1965, fu I tabù. Tra i primi attori a essere inclusi nella compagnia vi furono Oreste Lionello, Pino Caruso, Gabriella Gazzolo, Leo Valeriano e Claudia Caminito.
Nel 1967 il nucleo originale del Bagaglino si divise e Luciano Cirri aprì in piazza Rondanini un nuovo gruppo cabarettistico che faceva satira politica di destra, chiamandolo Il giardino dei supplizi, come la rubrica che curava sul Borghese. La nuova compagnia era composta da Lionello, Claudia Caminito (poi sostituita da Anna Mazzamauro), Pat Starke, Leo Valeriano e Gianfranco Funari; Franco Cremonini, i testi erano elaborati da Cirri e da Gianna Preda, che era stata caporedattore del Borghese prima di Cirri. La compagnia si sciolse nella prima metà degli anni settanta. L'altro nucleo debuttò nello stesso 1967 come compagnia "Bagaglino" al Teatro Nuovo di Milano con lo spettacolo Pane al Pino e Pino al Pino di Castellacci e Pingitore, con Pino Caruso tra i protagonisti.

### Anni settanta
Nel 1972 la compagnia del Bagaglino si trasferì al Salone Margherita, in via dei Due Macelli. Nel 1973 venne trasmesso per la prima volta in televisione uno spettacolo del Bagaglino, Dove sta Zazà, per la regia di Antonello Falqui, con la partecipazione di Gabriella Ferri.
Con il crescente successo della compagnia arrivarono anche i film: il primo fu Nerone (1976), seguito da Remo e Romolo - Storia di due figli di una lupa, L'imbranato, Sfrattato cerca casa equo canone, tutti diretti da Pingitore.
A cavallo tra gli anni settanta e ottanta il Bagaglino provò a diversificare, portando i loro spettacoli nel mondo del turismo, con tournée in luoghi di vacanza esclusivi come la Costa Smeralda, Madonna di Campiglio e su barche e navi da crociera in tutto il Mediterraneo, l'iniziativa prese il nome di Baganza (Bagaglino in Vacanza) e fu curata da Raffaello Della Bona, uno dei fondatori originali. Molti artisti sono passati dai palchi di Baganza, tra cui Diego Abatantuono, Teo Teocoli, Giorgio Faletti, Paride Mensa, Martufello, Bombolo e la cantante Giorgia, oltre a fornire molti dei ballerini e attori di ruoli minori per gli spettacoli della stagione invernale al Salone Margherita.

### Anni ottanta e novanta

Giulio Andreotti al Bagaglino (spettacolo "Biberon"), 1988. Oreste Lionello, alla sua sinistra, interpretava lo stesso Andreotti.

Pier Luigi Zerbinati (Craxi) e Mario Zamma (De Mita) al Bagaglino agli inizi degli anni '90.

Carlo Frisi (nei panni di Gianfranco Fini) nel 1996 (spettacolo "Rose rosse").

Negli anni ottanta la compagnia cominciò regolarmente ad allestire spettacoli satirici, basati principalmente su imitazioni e prese in giro di personaggi, nelle reti Rai e Mediaset, ottenendo grandi successi di pubblico e, al tempo stesso, regolari accuse di volgarità e acquiescenza verso il potere politico.
Da allora, il Bagaglino ha raccontato e interpretato le storie dell'attualità, della politica, dello spettacolo. Tutti gli avvenimenti degni di nota, in Italia come all'estero, sono passati sotto la satira e gli accurati travestimenti del Bagaglino, da Craxi e Tangentopoli all'ascesa di Berlusconi; dal processo Andreotti ai litigi fra Clinton e Saddam Hussein. Tra le imitazioni più note il Giulio Andreotti di Oreste Lionello e le Raffaella Carrà e Maria De Filippi di Leo Gullotta.
Si stima che nella storica puntata di Biberon del 1988 in cui l'Andreotti vero fu invitato a parlare sul palco abbia avuto un'audience di 14 milioni di telespettatori.

### Anni duemila
Nel gennaio e febbraio del 2008 è andato in onda Gabbia di matti, in cui Pingitore ha immaginato un mondo tutto affidato ai matti, puntando, ovviamente, sulla strettissima attualità italiana (in primis Walter Veltroni, Bassolino e Iervolino per il caso Campania, lo scandalo Mastella e la crisi del governo, il prossimo Festival di Sanremo) e internazionale (Sarkozy e Carla Bruni, le primarie americane).
Negli stessi anni, inoltre, la compagnia del Bagaglino ha cominciato ad allestire dei film TV per Canale 5: Villa Ada, La palestra, Domani è un'altra truffa e Di che peccato sei?; questi ultimi due hanno inoltre rappresentato una novità nel panorama televisivo italiano, in quanto i telespettatori hanno avuto l'opportunità di scegliere il finale dei film tramite televoto.
Nei sabati dell'11, 18 e 25 aprile 2009 è andato in onda lo show Bellissima - Cabaret Anticrisi, ultimo atto televisivo della storia del gruppo. All'inizio erano previste quattro puntate, la quarta da svolgersi sabato 2 maggio, ma il programma è stato chiuso anticipatamente a causa dei bassi ascolti e del basso share, aggiratosi nella puntata del 25 aprile appena sull'11,41% (ovvero circa 2 358 000 spettatori). Ai bassi ascolti si è unita la mancanza di due comici storici del Bagaglino, come Oreste Lionello, scomparso a Roma il 19 febbraio del 2009, e Leo Gullotta, impegnato in altri lavori.

### Anni duemiladieci
Nel settembre del 2011 il Bagaglino termina anche la sua vita teatrale, per decisione dei gestori del Salone Margherita di Roma e della storica produttrice Rosa Pol. La fine della compagnia, anticipata dagli ultimi insuccessi televisivi, è apparsa fisiologica e giustificata anche dalla crisi di spettatori degli ultimi tempi.
A seguito della nuova direzione artistica del Salone Margherita, la compagnia ricomincia la sua attività teatrale nel dicembre 2014, con lo spettacolo La grande risata.
In occasionale del trentesimo anniversario del primo spettacolo televisivo della compagnia, il 26 febbraio 2017 per volere di Pier Silvio Berlusconi il Bagaglino ritorna in televisione con lo spettacolo Magnàmose Tutto!, con Martufello, Mario Zamma, Carlo Frisi, Demo Mura, Morgana Giovannetti, Pamela Prati, Valeria Marini ed Enzo Piscopo.

## Filmografia

### Cinema
- Remo e Romolo - Storia di due figli di una lupa (1976)
- Nerone (1977)
- Scherzi da prete (1978)
- Tutti a squola (1979)
- L'imbranato (1979)
- Ciao marziano (1980)
- Il casinista (1980)
- Il ficcanaso (1981)
- Attenti a quei P2 (1982)
- Sfrattato cerca casa equo canone (1983)
- Gole ruggenti (1992)

### Televisione
- Ladri si nasce (1997)
- Ladri si diventa (1998)
- Villa Ada (2000)
- La casa delle beffe (2000)
- La palestra (2003)
- Con le unghie e con i denti (2004)
- Imperia, la grande cortigiana (2005)
- Domani è un'altra truffa (2006)
- Di che peccato sei? (2007)

## Varietà televisivi
- Dove sta Zazà (Programma Nazionale, 1973)
- Mazzabubù (Programma Nazionale, 1975)
- Il ribaltone (Rete 1, 1978)
- Per chi suona la campanella (Rai Due, 1987)
- Biberon (Rai Uno, 1987-1990)
- Crème Caramel (Rai Uno, 1991-1992)
- Saluti e baci (Rai Uno, 1993)
- Bucce di banana (Rai Uno, 1993-1994)
- Champagne (Canale 5, 1995)
- Rose rosse (Canale 5, 1996)
- Viva l'Italia ed il suo successivo spin-off Viva le italiane (Canale 5, 1997)
- Gran caffè (Canale 5, 1998)
- Il ribaldone (Canale 5, 1999)
- BuFFFoni (Canale 5, 2000)
- Saloon (Canale 5, 2001)
- Marameo (Canale 5, 2002)
- Miconsenta (Canale 5, 2003)
- Barbecue (Canale 5, 2004)
- Tele Faidaté (Canale 5, 2005)
- Torte in faccia (Canale 5, 2005-2006)
- E io pago... (Canale 5, 2007)
- Gabbia di Matti (Canale 5, 2008)
- Vieni avanti cretino (Rete 4, 2008)
- Bellissima - Cabaret anticrisi (Canale 5, 2009)
- Magnàmose tutto! (Canale 5, 2017)
- La Presidente - Valeria Marini al Quirinale (Rete 4, 2020)

### Speciali televisivi
- Biberon a Venezia (Rai 1, 1989)
- Crème Caramel a Sanremo (Rai 1, 1992)
- Saluti e baci: fiction (Rai 1, 1993)
- Saluti e baci dall'opera (Rai 1, 1993)
- Saluti e baci dall'operetta (Rai 1, 1993)
- Bucce di banana di fine anno (Rai 1, 1993)
- Banana Elezioni (Rai 1, 1994)
- Banana Cinecittà (Rai 1, 1994)
- Banana Musical (Rai 1, 1994)
- Banana Motori (Rai 1, 1994)
- Banana Ciao (Rai 1, 1994)

## Componenti del Bagaglino (parziale)

### Attori e cantanti
- Oreste Lionello
- Pino Caruso
- Leo Valeriano
- Franco Cremonini
- Pippo Franco
- Leo Gullotta
- Maurizio Mattioli
- Enrico Montesano
- Battaglia e Miseferi
- Carlo Frisi
- Manlio Dovì
- Bombolo
- Gianfranco D'Angelo
- Paola Tedesco
- Sergio Leonardi
- Isabella Biagini
- Maria Grazia Buccella
- Gabriele Marconi
- Fiorenzo Fiorentini
- Laura Troschel
- Marisa Laurito
- Carmen Russo
- Martufello
- Latte & i Suoi Derivati
- Angelo Pellegrino
- Gianluca Ramazzotti
- Monica Riva
- Morgana Giovannetti
- Mario Zamma

### Primedonne
Il seguente elenco di primadonne si riferisce quasi esclusivamente agli spettacoli televisivi della compagnia:
- Gabriella Ferri (Dove sta Zazà, Mazzabubù, Per chi suona la campanella, Biberon[12])
- Loretta Goggi (Il ribaltone)
- Daniela Goggi (Il ribaltone)
- Eva Grimaldi (Per chi suona la campanella, Viva Le Italiane, Saloon)
- Pamela Prati (Biberon, Crème caramel, Saloon, Marameo, Mi consenta, Barbecue, Torte in faccia, Gabbia di Matti, Bellissima - Cabaret anticrisi, Magnámose Tutto!)
- Valeria Marini (Saluti e baci, Bucce di banana, Champagne, Rose rosse[13], Viva Le Italiane, Mi consenta, Barbecue, Bellissima - Cabaret anticrisi[14], Magnámose Tutto!, La Presidente - Valeria Marini al Quirinale)
- Gabriella Labate (Bucce di banana[15], Mi consenta, Gabbia di Matti)
- Angela Melillo (Rose rosse[15], Marameo, Mi consenta, Bellissima - Cabaret anticrisi)
- Lorenza Mario (Rose rosse[16], Viva l'Italia, Viva Le Italiane)
- Ambra Angiolini (Viva Le Italiane)
- Alba Parietti (Viva Le Italiane)
- Claudia Koll (Viva Le Italiane)
- Nathalie Caldonazzo (Gran caffè, Il ribaldone, Saloon)
- Milena Miconi (BuFFFoni, Saloon)
- Ramona Badescu (Marameo)
- Giulia Montanarini (Marameo)
- Zaira Montico (Barbecue)
- Laura Tresa (Barbecue)
- Matilde Brandi (Tele Faidaté)
- Dana Ferrera (Tele Faidaté)
- Aída Yéspica (Torte in faccia, E io pago..., Gabbia di Matti)
- Hoara Borselli (Gabbia di Matti)
- Rossella Brescia (Gabbia di Matti)
- Nina Morić (Gabbia di Matti, Bellissima - Cabaret anticrisi)
- Emy Bergamo (Vieni avanti cretino)
- Manila Nazzaro (Bellissima - Cabaret anticrisi)
- Silvia Burgio (Bellissima - Cabaret anticrisi)
- Antonella Mosetti (Bellissima - Cabaret anticrisi)
- Justine Mattera (Bellissima - Cabaret anticrisi)
- Natalia Bush (Bellissima - Cabaret anticrisi[17])